# Carl Gustaf Rehnfeldt
Carl Gustaf Rehnfeldt (pronunciado [ˈɾeːnˌfɛlt]; Suecia, 2 de julio de 1859-Asunción Paraguay; 1930) fue un arquitecto sueco radicado en Paraguay, conocido por la construcción del Palacete de Vargas (actual sede de la Vicepresidencia de la República del Paraguay) y la mansión de Patri (actual sede del Correo Paraguayo), entre otros.

## Biografía
Carl Gustaf Rehnfeldt Dotter nació en Westergard, Östergötland, Suecia el 2 de julio de 1859 siendo hijo de Anders Rehnfeldt y de Ana Greta Dotter. Llegó al Paraguay en el año 1885. Contrajo matrimonio con Helena Nilsson Lundberg, hija de Nils Martensson y de Fredrika Wilhelmina Lundberg. Tuvo tres hijos: Juan Pedro Rehnfeldt Nilsson, Ana Victoria Rehnfeldt Nilson y Carlos Rehnfeldt Nilsson.
Construyó varios edificios en Asunción, capital del Paraguay, entre ellos:
- La vivienda de la familia Torres, actual Ministerio del interior;
- La mansión de Pacífico de Vargas, actual sede de la Vicepresidencia de la República;[5][6][7]
- La mansión de Victor Heyn, actual Centro Cultural de la Embajada de Brasil;
- La mansión de Luis Patri, actual Correo Paraguayo;[8][9]
- La iglesia protestante alemana;
- La cede de la Alianza Francesa.

Carl Rehnfeld fue durante seis años presidente del Centro de Constructores del Paraguay.
Murió en Asunción en 1930.

## Galería de imágenes
|                                                         |
| Fotografía de Carl Rehnfeldt con su hijo Juan Rehnfeldt |

|                                                                      |
| Palacio de Vargas, actual sede de la Vicepresidencia de la República |

|                                                                        |
| Dibujo de Rehnfeldt del vestíbulo de la actual sede la Vicepresidencia |

|                                                 |
| Servicio Militar, régimen de guardia real Sueca |

|                           |
| Familia Rehnfeldt Nilsson |